# Gouvernement Louis Lansana Béavogui
République de Guinée
Sékou Touré Diarra Traoré
Le gouvernement Béavogui est le gouvernement guinéen dirigé par Louis Beavogui à partir de la création du poste de Premier ministre en 1972 jusqu'à la mort du président Sékou Touré en 1984.

## Historique
Dirigé par le nouveau Premier ministre Louis Beavogui, il est le premier gouvernement du pays non dirigé par Sékou Touré en personne.

## Composition

### Initiale (26 avril 1972)
| Portefeuille                                                 | Titulaire | Titulaire               | Parti |
| ------------------------------------------------------------ | --------- | ----------------------- | ----- |
| Premier ministre                                             |           | Louis Beavogui          | PDG   |
| Ministre de l'Économie et des Finances                       |           | Ismaël Touré            | PDG   |
| Ministre de la Culture et de l'Éducation                     |           | Mamadi Keïta            | PDG   |
| Ministre d’État Ministre l'Intérieur et de la Sécurité       |           | Moussa Diakité          | PDG   |
| Ministre des Affaires sociales                               |           | N'Famara Keïta          | PDG   |
| Ministre des Affaires étrangères                             |           | Fily Cissoko            | PDG   |
| Ministre des Échanges                                        |           | Alpha Oumar Barry       | PDG   |
| Ministre du Commerce extérieur                               |           | Abdoulaye Touré         | PDG   |
| Ministre du Commerce intérieur                               |           | Aboubacar Kouyaté       | PDG   |
| Ministre des Transports                                      |           | Mamadi Kaba             | PDG   |
| Ministre des Postes et Télécommunications                    |           | Mamoudou Salifou Touré  | PDG   |
| Ministre de l'Industrie et de l'Énergie                      |           | Laminy Condé            | PDG   |
| Ministre des Mines                                           |           | Mohamed Lamine Touré    | PDG   |
| Ministre des Finances                                        |           | Mamoudou Bela Doumbouya | PDG   |
| Ministre des Travaux publics, de l'Urbanisme et de l'Habitat |           | Mara Dyoumba            | PDG   |
| Ministre de l'Aménagement du territoire                      |           | Alpha Bacar Barry       | PDG   |
| Inspecteur général du parti                                  |           | Lansana Diané           | PDG   |

### Remaniements
La réorganisation définitive du cabinet dans la première république a été annoncée le 1er juin 1979, :
| Portefeuille                                     | Titulaire | Titulaire                   | Parti |
| ------------------------------------------------ | --------- | --------------------------- | ----- |
| Premier ministre                                 |           | Lansana Beavogui            | PDG   |
| Ministre de l'Environnement et de l'Urbanisation |           | Moussa Diakité              | PDG   |
| Ministre de l'Énergie et de Konkouré             |           | N'Famara Keïta              | PDG   |
| Ministre de la Santé publique                    |           | Saifoulaye Diallo           | PDG   |
| Ministre des Mines                               |           | Ismaël Touré                | PDG   |
| Ministre des Sciences et de la Technologie       |           | Mamadi Keita                | PDG   |
| Ministre des Affaires extérieures                |           | Abdoulaye Touré             | PDG   |
| Ministre de l'Intérieur                          |           | Mouctar Diallo Sékou Chérif | PDG   |
| Ministre du Commerce intérieur                   |           | Diao Baldé                  | PDG   |
| Ministre de l'Armée populaire                    |           | Lansana Diané               | PDG   |
| ministre des Postes et Télécommunications        |           | Toumani Sangaré             | PDG   |
| Ministre des Affaires sociales                   |           | Jeanne-Martin Cissé         | PDG   |
| Ministre de l'Information                        |           | Sénaïnon Béhanzin           | PDG   |
| Ministre de la Jeunesse, des Sports et des Arts  |           | Fily Cissoko                | PDG   |
| Ministère des Finances                           |           | Fodé Mamoudou Touré         | PDG   |
| Ministre de l'Industrie                          |           | Mamadi Kaba                 | PDG   |
| Ministre de l'Agriculture, des Eaux et Forêts    |           | Alafé Kourouma              | PDG   |
| ministre du Travail                              |           | Mamadou Sy                  | PDG   |
| Ministre des Pêches                              |           | Mamadou Bah                 | PDG   |
| Ministre des Travaux publics                     |           | Abraham Kabassan Keita      | PDG   |
| ministère de la Justice                          |           | Siké Camra                  | PDG   |
| Ministre du Commerce extérieur                   |           | Momory Camara               | PDG   |
| Ministre du Contrôle d'État                      |           | Boubacar Diallo             | PDG   |
| Ministre de l'Éducation préuniversitaire         |           | Galéma Guilavogui           | PDG   |
| Ministre des Banques                             |           | Saïkou Barry                | PDG   |
| Ministre des Affaires économiques                |           | Soriba Touré                | PDG   |
| Ministre délégué à Bruxelles                     |           | N'Fanly Sangaré             | PDG   |
| Ministre des Affaires islamiques                 |           | Fode Soriba Camara          | PDG   |
| Secrétaire général de la présidence              |           | Sékou Kaba                  | PDG   |
| Secrétaire général du gouvernement               |           | Mamadou Salifou Touré       | PDG   |